# Beata Konieczniak
Beata Maria Konieczniak (ur. 25 czerwca 1966) – architektka, urbanistka, inicjatorka i fundatorka Fundacji „Lux Pro Monumentis” i twórczyni Light Move Festival.

## Życiorys
Konieczniak pochodzi ze Śląska. Ukończyła studia na Wydziale Architektury Politechniki Śląskiej, a następnie w 1998 studia podyplomowe na Politechnice Warszawskiej. Następnie była związana zawodowo z architekturą, planowaniem przestrzennym i projektowaniem urbanistycznym, swoją pracę koncentrując na zagadnieniach wpływu światła na przestrzenie miejskie.
W 2002 przeniosła się do Łodzi, gdzie od kwietnia 2008 do końca marca 2010 pełniła funkcję Miejskiego Konserwatora Zabytków. W 2011 została współzałożycielką Fundacji Lux Pro Monumentis, która działa na polu dziedzictwa kulturowego i sztuki. Jest pomysłodawczynią oraz organizatorką i dyrektorem artystycznym Festiwalu Kinetycznej Sztuki Światła, a także organizatorką konferencji naukowych „Światło i kolor w architekturze i przestrzeniach publicznych – o świadomym kreowaniu wizerunku miasta” oraz wystaw i warsztatów związanych ze światłem w mieście. W 2016 pracowała na stanowisku zastępcy dyrektora Wydziału Infrastruktury, Łódzkiego Urzędu Wojewódzkiego, by później objąć stanowisko zastępcy dyrektora Biura Architekta Miasta w Urzędzie Miasta Łodzi.

## Wyróżnienia
- Tytuł Łodzianina Roku (2014)[8]